# Juan Daza
Juan Daza (falecido em 21 de maio de 1510) foi um prelado católico romano que serviu como Bispo de Córdoba de 1504 a 1510, Bispo de Cartagena de 1502 a 1504, Bispo de Oviedo de 1498 a 1502, e Bispo de Catânia de 1496 a 1498.

## Biografia
Natural de Córdova (Espanha), Juan Daza era filho de Juan Daza, que ocupou os governos da Roca e do Alcázar de Segóvia, e de María Osorio. Foi Capelão real de Fernando e Isabel, reitor da igreja de Jaén, e realizou inúmeras tarefas sob comando dos reis católicos, que em consequência o promoveram ao episcopado. Durante o reinado dos Reis Católicos, também foi presidente do Conselho Real de Castela.

Foi nomeado em 27 de junho de 1496, durante o papado de Alexandre VI como Bispo de Catânia. Em 14 de fevereiro de 1498, foi nomeado para Oviedo, e em 16 de março de 1502, para a sé de Cartagena. O Papa Júlio II o nomeou Bispo de Córdoba em 4 de novembro de 1504, onde serviu até sua morte, sendo sepultado na Catedral de Córdova.